# Lojalnost
Odanost ili lojalnost (od francuskog loyauté - vjernost) označava unutrašnju povezanost i izražavanje te povezanosti kroz ponašanje prema osobi, skupini ili zajednici. Lojalnost znači da se sustav vrijednosti s ostalima dijeli i da se stavove zajednice brani i tada kad se ima različito mišljenje.
Lojalnost je uvijek dobrovoljna te se pokazuje u ponašanju prema onima s kojma se osjeća povezanost, kao i prema trećim osobama.

## Sukob lojalnosti
Problemi mogu nastati kad se odanost od druge strane zatražuje po potrebi. To može dovesti do sukoba lojalnosti. Primjerice, ako se zaposlenik mora prema poslodavcu ponašati lojalno, iako s njime ne dijeli određene ciljeve i vrijednosti. 
Ozbiljne posljedice mogu nastati kod neizvršavanja zapovijedi u vojsci. I u pitanjima zaštite okoliša, računovodstvenim, kadrovskim i sličnim osjetljivim pitanjima uvijek se očekuje odanost, a ponekad takvo ponašanje završava kao prijevara.